# Alekseï Rebko
Alekseï Vasilievitch Rebko (en russe : Алексей Васильевич Ребко), né le 23 avril 1986 à Moscou, est un footballeur russe évoluant au poste de milieu défensif.